# 667 v.Chr.
Het jaar 667 v.Chr. is een jaartal volgens de christelijke jaartelling.

## Gebeurtenissen

### Assyrië
- De Assyriërs veroveren de havenstad Arvad in Foenicië.

### Klein-Azië
- Griekse kolonisten uit Megara stichten de stad Byzantium.